# Teslin Lake
Teslin Lake är en sjö i Kanada.   Den ligger i British Columbia och Yukon, i den västra delen av landet, 4 000 km väster om huvudstaden Ottawa. Teslin Lake ligger 683 meter över havet. Arean är 138 kvadratkilometer. Den sträcker sig 44,2 kilometer i nord-sydlig riktning, och 19,5 kilometer i öst-västlig riktning.
I omgivningarna runt Teslin Lake växer i huvudsak barrskog. Trakten runt Teslin Lake är nära nog obefolkad, med mindre än två invånare per kvadratkilometer.